# Lon L. Fuller
Lon Luvois Fuller (1902-1978) foi um jurista estadunidense.

## Biografia
Fuller estudou Economia e Direito em Stanford e atuou como professor de Teoria do Direito, inicialmente nas Faculdades de Direito de Oregon, Illinois e Duke e, a partir de 1940, na Faculdade de Direito da Universidade de Harvard, onde trabalhou até 1972.
Publicou estudos de direito civil, de filosofia e teoria do direito. Deve sua fama a um breve ensaio intitulado O Caso dos Exploradores de Cavernas. Esse trabalho, publicado em 1949 como material didático para introduzir a conflitos jurídicos, foi lido e comentado por estudantes e professores de Direito em todo o mundo, tendo sido traduzido para vários idiomas. Sua principal obra jusfilosófica é "The morality of law". Ele defende uma versão moderada de jusnaturalismo procedimental (ou moralismo fraco), indicando em particular as condições sem as quais o direito deixa de ser correto e válido.
São famosos seus debates com H.L.A. Hart

## Obras
- The Morality of Law. New Haven/London: Yale University Press, 1969. (em inglês)
- Basic Contract Law. St. Law my laingui Paul: West Group, 2001 (em co-autoria). (em inglês)
- Anatomy of the Law. Westport: Greenwood, 1976. (em inglês)
- Problems of Jurisprudence. Brooklyn: Foundation Press, 1991. (em inglês)
- The Law in Quest of Itself. Union (NJ): The Lawbook Exchange, 1999. (em inglês)
- Legal Fictions. Stanford: Stanford University Press, 1970. (em inglês)
- The principles of social order. London: Hart, 2004. (em inglês)

## Obras em português
- O caso dos exploradores de cavernas. Porto Alegre: Sergio Fabris, 1976; São Paulo: Leud, 2003. (em português)
- Lon Fuller (tradução e texto adicional de Dimitri Dimoulis). O caso dos denunciantes invejosos. São Paulo: Revista dos Tribunais, 2018. (em português)

ESTUDOS sobre Fuller
Summers, Robert S., Lon L. Fuller. London: Edward Arnold, 1984, p. 1. (The other three, according to Summers, are Oliver Wendell Holmes, Jr., Roscoe Pound, and Karl Llewellyn.)
- W. J. Witteveen and Wibren van der Burg, Rediscovering Fuller: Essays on Implicit Law and Institutional Design (Amsterdam University Press, Amsterdam, 1999).
- Nicola Lacey Philosophy, Political Morality, and History: Explaining the Enduring Resonance of the Hart–Fuller Debate (2008) 83 N.Y.U. L. Rev. 1059
- Colleen Murphy 'Lon Fuller and the Moral Value of the Rule of Law' (2005) 24 Law and Philosophy 239.
- Jeremy Waldron ‘Positivism and Legality: Hart’s Equivocal Response to Fuller’ (2008) 83 N.Y.U. L. Rev. 1135